# Ana Betancourt
Pour l’article homonyme, voir Betancourt.
Ana Betancourt, née le 14 décembre 1832 à Camagüey (Cuba) et morte le 7 février 1901 à Madrid (Espagne), est une Cubaine qui a joué un rôle important lors de la guerre des Dix Ans, qui est la première tentative de Cuba pour obtenir l'indépendance de l'Espagne.
Les femmes cubaines qui ont tenu des rôles d'importance dans ce contexte, que ce soit en tant qu'agitatrices politiques, infirmières ou combattantes, sont connues sous le nom de mambisas.

## Honneurs
C'est l'une des 999 femmes nommées sur le Heritage Floor de l'installation d'art The Dinner Party.